# Elói Zorzetto
 (mai 2023).
Pour les articles homonymes, voir Zorzetto.
Elói Francisco Zorzetto, mieux connu comme Elói Zorzetto (né le 28 mai 1959 à Veranópolis), est un journaliste brésilien,,.
Il est le présentateur et rédacteur en chef du journal télévisé RBS Notícias sur RBS TV, affilié à TV Globo à Rio Grande do Sul.

## Biographie et carrière
Il est diplômé en journalisme en 1984, et auparavant, en 1978, il est entré à la Faculté de droit. En 1980, il découvre que sa passion est le journalisme, optant ainsi pour le cursus.
Il commence à travailler chez RBS en 1978, présentant Jornal do Almoço. En 1978, il commence à présenter du sport au Jornal do Almoço avec Celestino Valenzuela et travaille sur Rádio Gaúcha FM, qui devient en 1981 Atlântida FM (où il restera jusqu'en 1988). Depuis 1988, il présente quotidiennement RBS Notícias. Outre Jornal do Almoço et RBS Notícias, Zorzetto a présenté Bom Dia Rio Grande et le défunt Jornal da RBS.
En plus de la télévision, Zorzetto travaille également sur Rádio Gaúcha FM et AM, deux radios du Grupo RBS.
Il est marié à Ana Rita Estivalet Zorzetto, avec qui il a deux enfants : Thiago et Carolina.
Il a reçu le prix Jayme Sirotsky du journalisme et du divertissement pour ses reportages télévisés.